# Тепло наших тіл
«Тепло наших тіл» (англ. Warm Bodies, дослівно укр. Теплі тіла) — американська романтична комедія жахів режисера Джонатана Левіна (був також сценаристом), що вийшла 2013 року. У головних ролях Ніколас Голт, Тереза Палмер. Стрічку знято на основі однойменного роману.
Продюсером були Девід Гоберман, Тодд Ліберман і Бруна Папандреа. Вперше фільм продемонстрували 16 січня 2013 року в Італії у Римі. В Україні у кінопрокаті прем'єра фільму відбулася 31 січня 2013 року.

## Сюжет
У світі розповсюдилася чума і люди, що були заражені нею, перетворилися на зомбі. Тепер вони полюють на вцілілих і з'їдають. Один з таких зомбі Р, блукаючи разом зі своїм другом М на летовищі, перетинається з Джулі й групою інших людей, що були послані у пошуках медикаментів. Перрі, хлопець Джулі, вистрелив у груди Р, проте останній з'їв його. Та згодом зомбі Р. почав щось відчувати до Джулі.

## У ролях
| Актор         | Персонаж                         | Роль          |
| ------------- | -------------------------------- | ------------- |
| Ніколас Голт  | Р англ. R                        | зомбі         |
| Тереза Палмер | Джулі Ґріджіо англ. Julie Grigio | одна дівчина  |
| Роб Кордрі    | М англ. M                        | зомбі         |
| Дейв Франко   | Перрі Келвін англ. Perry Kelvin  | хлопець Джулі |
| Аналі Тіптон  | Нора англ. Nora                  | подруга Джулі |
| Джон Малкович | Ґріджіо англ. Grigio             | генерал       |

## Сприйняття

### Критика
Фільм отримав здебільшого позитивні відгуки: Rotten Tomatoes дав оцінку 80 % на основі 183 відгуків від критиків (середня оцінка 6,8/10) і 74 % від глядачів із середньою оцінкою 3,8/5 (123,326 голосів). Загалом на сайті фільми має позитивний рейтинг, фільму зарахований «стиглий помідор» від кінокритиків і «попкорн» від глядачів, Internet Movie Database — 7,0/10 (119 640 голосів), Metacritic — 59/100 (38 відгуків критиків) і 6,9/10 від глядачів (246 голосів). Загалом на цьому ресурсі від критиків фільм отримав змішані відгуки, а від глядачів — позитивні.

### Касові збори
Під час показу в Україні, що стартував 31 січня 2013 року, протягом першого тижня фільм показали у 60 кінотеатрах і він зібрав 115,466 $, що на той час дозволило йому зайняти 3 місце серед усіх прем'єр. Показ стрічки протривав 3 тижнів і завершився 17 лютого 2013 року. За цей час стрічка зібрала 284,785 $. З цим показником стрічка зайняла 79 місце у кінопрокаті за касовими зборами в Україні.
Під час показу у США, що розпочався 1 лютого 2013 року, протягом першого тижня фільм показали у 3,009 кінотеатрах і він зібрав 20,353,967 $, що на той час дозволило йому зайняти 1 місце серед усіх прем'єр. Показ фільму протривав 98 днів (14 тижнів) і завершився 9 травня 2013 року. За цей час фільм зібрав у прокаті у США 66,380,662  доларів США, а у решті світу 50,600,000 $ (за іншими даними 50,262,948 $), тобто загалом 116,980,662 $ (за іншими даними 116,643,610 $) при бюджеті 35 млн $ (за іншими даними 30 млн $).

### Нагороди й номінації[12]
| Рік  | Нагорода              | Категорія                              | Номінант                           | Результат |
| ---- | --------------------- | -------------------------------------- | ---------------------------------- | --------- |
| 2013 | Golden Trailer Awards | Найкращий романтичний фільм            | Summit Entertainment, Aspect Ratio | Номінація |
| 2013 | Golden Trailer Awards | Найкращий ТВ-ролик романтичного фільму | Summit Entertainment, Aspect Ratio | Номінація |
| 2013 | Teen Choice Awards    | Вибір фільму: Breakout                 | Ніколас Голт                       | Перемога  |
| 2013 | Teen Choice Awards    | Вибір фільму: комедія                  | стрічка                            | Номінація |
| 2013 | Teen Choice Awards    | Вибір актора фільму: комедія           | Ніколас Голт                       | Номінація |
| 2013 | Teen Choice Awards    | Вибір фільму: романтичний              | стрічка                            | Номінація |
| 2013 | Teen Choice Awards    | Вибір актора фільму: романтичний       | Ніколас Голт                       | Номінація |

## Алюзії на інші твори
У картині чітко проглядається алюзія на п'єсу В. Шекспіра "Ромео і Джульєтта", починаючи від сюжету, який базується на стосунках між представниками двох ворогуючих кланів і закінчуючи іменами головних героїв - Джулі та Р... . Сцена під балконом нагадує аналогічну сцену зі п'єси з тією лиш відмінністю, що головний герой потрапляє до будинку через двері, а не підіймаючись по живоплоту.

### Виноски
1. 1 2  Warm Bodies: Release Info (англ.). Internet Movie Database. Архів оригіналу за 24 лютого 2013. Процитовано 15 січня 2014.
2. 1 2  Тепло наших тіл. Kino-teatr.ua. Архів оригіналу за 16 січня 2014. Процитовано 15 січня 2014.
3. 1 2  Warm Bodies (англ.). Internet Movie Database. Архів оригіналу за 12 січня 2014. Процитовано 15 січня 2014.
4. 1 2 3 4 5  Warm Bodies (англ.). The Numbers. Архів оригіналу за 16 січня 2014. Процитовано 15 січня 2014.
5. 1 2  Warm Bodies (англ.). Box Office Mojo. Архів оригіналу за 22 січня 2014. Процитовано 15 січня 2014.
6. ↑  Warm Bodies (англ.). AllMovie. Архів оригіналу за 24 лютого 2014. Процитовано 15 січня 2014.
7. 1 2  Warm Bodies: Full Cast & Crew (англ.). Internet Movie Database. Архів оригіналу за 24 лютого 2013. Процитовано 15 січня 2014.
8. ↑  Warm Bodies (англ.). Rotten Tomatoes. Архів оригіналу за 20 січня 2014. Процитовано 15 січня 2014.
9. ↑  Warm Bodies (англ.). Metacritic. Архів оригіналу за 30 грудня 2013. Процитовано 15 січня 2014.
10. ↑  Warm Bodies — Ukraine Weekend Box Office (англ.). Box Office Mojo. Архів оригіналу за 16 січня 2014. Процитовано 15 січня 2014.
11. ↑  Ukraine Yearly Box Office. 2013 (англ.). Box Office Mojo. Архів оригіналу за 23 листопада 2013. Процитовано 15 січня 2014.
12. ↑  Warm Bodies: Awards (англ.). Internet Movie Database. Процитовано 15 січня 2014.